# Grammisgalan 2013
Grammisgalan 2013 hölls på Cirkus i Stockholm den 20 februari 2013, och gällde 2012 års prestationer.
Galan sändes i SVT1 och Timo Räisänen och Kalle Moraeus var programledare.

## Priser
- Årets artist: First Aid Kit
- Årets album: The Lion's Roar – First Aid Kit
- Årets låt: Vart jag än går – Stiftelsen
- Årets pop: First Aid Kit
- Årets rock: The Soundtrack of Our Lives
- Årets nykomling: Icona Pop
- Årets kompositör: Klara och Johanna Söderberg (First Aid Kit)
- Årets textförfattare: Peter LeMarc
- Årets hiphop/soul: Timbuktu & Damn!
- Årets hårdrock/metal: Graveyard
- Årets jazz: Neneh Cherry & The Thing
- Årets elektro/dans: Swedish House Mafia
- Årets producent: Vittorio Grasso/Lorentz Alexander/Martin Zakarias
- Årets folkmusik/visa: Mando Diao
- Årets klassiska: Anne Sofie von Otter
- Årets barnalbum: I tiden – Bröderna Lindgren
- Årets dansband: Lasse Stefanz
- Årets svenska internationella framgång: Swedish House Mafia
- Årets musikvideo: Christian Larson (Sigur Rós ”Valtari”)
- Årets hederspris: Nils Landgren
- Musikerförbundets pris Studioräven: Kjell Öhman
- Spotifys pris Årets innovatör: Sebastian Ingrosso och Alesso

### Fotnoter
1. ↑  ”First Aid Kit drottningar på Grammis”. Svenska Dagbladet. http://www.svd.se/kultur/first-aid-kit-drottningar-pa-grammis_7932184.svd. Läst 21 februari 2013.
2. ↑  ”SVT1 2013-02-20”. Svensk mediedatabas. 20 februari 2013. https://smdb.kb.se/catalog/id/002892517. Läst 1 mars 2017.